# D/1770 L1 (Lexell)
D/ 1770 L1 (Lexell), más comúnmente llamado cometa Lexell, fue descubierto por el astrónomo francés Charles Messier el 14 de junio de 1770, aunque su nombre lo adopta de Anders Johan Lexell, quien determinó su órbita con bastante precisión.
El 1 de julio de 1770, este astro se aproximó a la Tierra a 0,0146 UA, o sea solamente 2,24 millones de kilómetros, verificándose así la aproximación más importante a nuestro planeta que hasta la fecha ha sido establecida para un cometa.
El citado cometa fue visible a simple vista a partir del 21 de junio de 1770, y su magnitud aparente máxima fue de -2. Luego, fue progresivamente perdiendo luminosidad, a pesar de lo cual pudo observarse hasta el 3 de octubre de 1770.

## Determinación de la órbita
El astrónomo y matemático Anders Johan Lexell estableció que la órbita de ese cometa era una elipse, con un período de entre cinco y seis años, un perihelio de 0,7 UA, y un afelio próximo a Júpiter.
Sin embargo, el cometa no fue observado en sus pasajes previstos para 1776 y 1782. Ante ello, Lexell analizó más en detalle la órbita del cometa, y llegó a la conclusión que la misma había sido muy modificada después de sus pasajes cercanos al planeta Júpiter.
Lo cierto es que el primer pasaje próximo a Júpiter tuvo lugar en 1767, lo que provocó la disminución de la distancia del cometa en el perihelio de 3 UA a 0,7 UA, y lo que también tuvo por efecto que el cometa cruzara la órbita de la Tierra, permitiendo entonces su avistamiento y su descubrimiento.
En 1776, las condiciones tal vez no fueron buenas para la observación (posiblemente una luminosidad muy débil del astro, o bien una trayectoria desfavorable), y en consecuencia tal vez por ello el cometa no fue avistado.
La sucesiva aproximación a Júpiter en 1779 fue por su parte tan importante, que la fuerza gravitacional del planeta, envió el cometa sobre una nueva órbita, que estuvo tan alejada de la Tierra, que el cuerpo resultó entonces inobservable para nosotros.
Lo cierto es que el referido astro no pudo en lo sucesivo ser observado.
Los cálculos de Lexell, que tomaron en cuenta la influencia de la gravedad de Júpiter, mejoraron notablemente la comprensión de las trayectorias de los cometas, resultando ser pues de gran importancia para la comunidad científica.
Más recientemente, los cálculos de Kazuo Kinoshita pusieron en evidencia que en 1979 el cometa Lexell se aproximó a 0,0016 UA del quinto planeta del sistema solar, lo que hizo pasar su distancia en el perihelio de 0,7 UA a 5,2 UA, transformando su trayectoria en una órbita elíptica con un período orbital de aproximadamente 200 años.
Según lo expresado, el astro en cuestión debiera haber sido nuevamente observado en 1984 (nuevo paso por el perihelio), pero ninguna información así lo confirma. Por su parte, el sucesivo paso por el perihelio debiera ser alrededor del año 2184. De todas formas, es improbable que esto se cumpla, ya que las trayectorias de algunos cometas son bastante inestables, y el que aquí nos ocupa pareciera ser uno de ellos; además, a esas distancias del Sol el posible brillo de un cometa es completamente incierto.